# Enicospilus molokaiensis
Enicospilus molokaiensis là một loài tò vò trong họ Ichneumonidae.